# Балка Караулова
Балка Караулова — балка (річка) в Україні у Кальміуському районі Донецької області. Ліва притока річки Кальміусу (басейн Азовського моря).

## Опис
Довжина балки приблизно 3,40 км, найкоротша відстань між витоком і гирлом — 3,34  км, коефіцієнт звивистості річки — 1,02 . Формується декількома загатами.

## Розташування
Бере початок на північно-східній околиці села Новомихайлівки. Тече переважнона північний захід і на північно-східній околиці села Староласпа впадає у річку Кальміус.

## Цікаві факти
- Біля витоку балки на східній стороні на відстані приблизно634,39 м пролягає автошлях Т 0508[3] (автомобільний шлях територіального значення у Донецькій області. Пролягає територією Донецької міськради та Кальміуського району через Донецьк — Старобешеве — Бойківське — Новоазовськ — Сєдове. Загальна довжина — 111,3 км.).